# Станнид родия
Станнид родия — бинарное интерметаллическое неорганическое соединение
родия и олова
с формулой RhSn,
кристаллы.

## Получение
- Сплавление стехиометрических количеств чистых веществ:

{\displaystyle {\mathsf {Rh+Sn\ {\xrightarrow {1080^{o}C}}\ RhSn}}}

## Физические свойства
Станнид родия образует кристаллы
кубической сингонии,
пространственная группа P 213,
параметры ячейки a = 0,5130 нм, Z = 4,
структура типа силицида железа FeSi
.
Соединение образуется по перитектической реакции при температуре ≈1080°С
.